# Sägmühle (Fuchstal)
Sägmühle ist ein Ortsteil der Gemeinde Fuchstal im oberbayerischen Landkreis Landsberg am Lech.

## Geografie
Die Einöde liegt etwa drei Kilometer westlich von Leeder auf halbem Weg zwischen Engratshofen und Weldermühle.

## Geschichte
Sägmühle wird 1481 erstmals erwähnt.
Im Jahr 1661 musste der damalige Pächter jedes Jahr 50 Bäume als Pacht schneiden. Seit 2002 ist die ehemalige Sagemühle nicht mehr in Betrieb.